# カンテーレ
カンテーレとは、日本の近畿地方を放送対象地域とする特定地上基幹放送事業者・関西テレビ放送（大阪府大阪市北区）でかつて使用されていた愛称および企業キャッチコピーである。また、同社の番宣番組の番組タイトル名としても使われていた。

## キャッチコピーの概要
1997年4月、『ピーチク・パーク・ステーション』に代わる関西テレビ放送の新しいキャッチコピーとして、同社の大阪市北区扇町への本社移転（1997年10月1日）を前提に、同社の愛称である「関テレ」（かんテレ）と「カンターレ」（Cantare、イタリア語で“歌う”の意味）の語呂合わせで、「カンテーレ」のキャッチコピーが制定された。同社のマスコットである『ハチエモン』をメインキャラクターとして、このキャッチコピーが使われていた。2015年3月30日より局の愛称を「カンテレ」（「関テレ」のカタカナ表記）に統一したため現在は使用されていない。

## 番宣番組の基本放送時間
2011年10月現在、下記の時間帯で放送されている。番組内容は関西テレビ制作の番組と、フジテレビ系列番組の番宣CMが放送されるのが基本となっている。2015年3月30日からの番宣番組タイトルは前述のように『超えろ。カンテレ』（こえろ。カンテレ：同社のコーポレートスローガン）に変更された。
- 月〜金曜
  - 5:20〜5:25（JST。『めざましテレビ』の直前に放送）
  - 14:57〜15:01（JST。『ハピくるっ!』からステブレレスで放送）
- 月曜：19:54〜20:00（JST。『冒険チュートリアル』の直後に放送）
- 日曜
  - 11:45〜11:50（JST。『笑っていいとも!増刊号』の直後に放送）
  - 17:25〜17:30（JST。『FNNスーパーニュースWEEKEND』の直前に放送）